# День купца
День купца — праздник фольклорно-туристической направленности, которые впервые был проведен в городе Таганроге Ростовской области в конце мая 2016 года.

## История
Город Таганрог известен своими историческими торговыми и купеческими традициями. С начала XIX века на его территории существовала купеческая биржа, где вели торг местные и заграничные купцы. Ежегодно в весеннее время года проходила Никольская ярмарка, считающаяся одним из самых значимых событий в городской жизни. В первой половине XIX века на территории Таганрога был организован «Ярмарочный двор».
С учетом этих фактов в 2016 году в городе Таганроге был учрежден новый праздник — «День купца», который носит фольклорный характер. Местом проведения мероприятия был избран Приморский парк по адресу улица Инструментальная, 25-2. В 2016 году праздник отмечался 28 мая. Предприниматели и городская администрация поддержали проведение мероприятия, главная цель которого — больше рассказать о таганрогском купечестве и меценатах, которые жили в городе в прошлых веках. Был предусмотрен приз в размере 3000 рублей тому, кто посетит праздничное мероприятие в лучшем купеческом костюме. Свои костюмы представили 10 жителей Ростова-на-Дону и 16 жителей Таганрога.
Во время праздника проводились ярмарочные торги, местные производители представляли свою продукцию: сувениры, украшения, продукты продовольствия.